# Christoph Ulm
Christoph Ulm (* 7. Mai 1800 in Rotenburg an der Fulda; † 13. Oktober 1874 ebenda) war ein deutscher Kaufmann und Mitglied der kurhessischen Ständeversammlung.

## Leben
Christoph Ulm war ein Sohn des Schmiedemeisters Johannes Ulm und dessen Ehefrau Charlotte Krehar. und war in seinem Heimatort als Kaufmann tätig, als er 1855 ein Mandat für die Zweite Kammer der kurhessischen Ständeversammlung erhielt. Er blieb bis 1857 in dem Parlament, das nach den Unruhen im Jahre 1830 gebildet wurde und bis 1866 Bestand hatte, als das Land Hessen durch Preußen annektiert wurde.